# 4034 Vishnu
4034 Vishnu eller 1986 PA är en asteroid i huvudbältet som upptäcktes 2 augusti 1986 av den amerikanske astronomen Eleanor F. Helin vid Palomar-observatoriet. Den är uppkallad efter guden Vishnu.
Asteroiden har en diameter på ungefär 0,4 kilometer och den tillhör asteroidgruppen Apollo.